# Episodi di Grey's Anatomy (diciottesima stagione)
La diciottesima stagione della serie televisiva Grey's Anatomy, composta da venti episodi, è trasmessa in prima visione assoluta negli Stati Uniti d'America da ABC dal 30 settembre 2021 al 26 maggio 2022.
In Italia la stagione è pubblicata sul servizio on-demand Disney+ dal 27 ottobre 2021 al 22 giugno 2022. Dal 31 ottobre 2022 la serie va in onda su La7, in replica su La7d. 
L'attore Richard Flood (Comac Hayes) esce dal cast principale mentre gli attori Abigail Spencer (Megan Hunt), Kate Burton (Ellis Grey), Kate Walsh (Addison Montgomery), Scott Speedman (Nick Marsh), Sarah Drew (April Kepner) e Jesse Williams (Jackson Avery) riprendono i loro ruoli nel corso della stagione.
L'episodio 12 della stagione è uno dei due soli episodi che si svolgono interamente al di fuori dell'ospedale. Il finale di stagione è anche l'episodio 400 della serie. In esso vengono ricordate alcune delle scene più iconiche e viene reso omaggio a tutti i protagonisti dello show.
| nº | Titolo originale                   | Titolo Italia                       | Prima TV USA      | Pubblicazione Italia |
| -- | ---------------------------------- | ----------------------------------- | ----------------- | -------------------- |
| 1  | Here Comes the Sun                 | Ecco che arriva il sole             | 30 settembre 2021 | 27 ottobre 2021      |
| 2  | Some Kind of Tomorrow              | Un futuro più clemente              | 7 ottobre 2021    | 3 novembre 2021      |
| 3  | Hotter Than Hell                   | Un caldo infernale                  | 14 ottobre 2021   | 10 novembre 2021     |
| 4  | With a Little Help From My Friends | Con un piccolo aiuto dai miei amici | 21 ottobre 2021   | 17 novembre 2021     |
| 5  | Bottle Up and Explode!             | Reprimi ed esplodi                  | 11 novembre 2021  | 8 dicembre 2021      |
| 6  | Everyday Is a Holiday (With You)   | Ogni giorno è festa con te          | 18 novembre 2021  | 15 dicembre 2021     |
| 7  | Today Was A Fairytale              | Oggi è stata una favola             | 9 dicembre 2021   | 5 gennaio 2022       |
| 8  | It Came Upon a Midnight Clear      | Giunse una mezzanotte serena        | 16 dicembre 2021  | 12 gennaio 2022      |
| 9  | No Time To Die                     | Non è il momento di morire          | 24 febbraio 2022  | 23 marzo 2022        |
| 10 | Living in a House Divided          | Vivere in una casa divisa           | 3 marzo 2022      | 30 marzo 2022        |
| 11 | Legacy                             | Eredità                             | 10 marzo 2022     | 6 aprile 2022        |
| 12 | The Makings Of You                 | L'essenza di te                     | 17 marzo 2022     | 13 aprile 2022       |
| 13 | Put The Squeeze On Me              | Mettimi alle strette                | 24 marzo 2022     | 20 aprile 2022       |
| 14 | Road Trippin'                      | Un bel viaggetto in auto            | 31 marzo 2022     | 27 aprile 2022       |
| 15 | Pull It To The Test                | Mettilo alla prova                  | 7 aprile 2022     | 4 maggio 2022        |
| 16 | Should I Stay Or Should I Go       | Vado o resto?                       | 5 maggio 2022     | 1º giugno 2022       |
| 17 | I'll Cover You                     | Ti copro io                         | 12 maggio 2022    | 8 giugno 2022        |
| 18 | Stronger Than Hate                 | Più forte dell'odio                 | 19 maggio 2022    | 15 giugno 2022       |
| 19 | Out For Blood                      | Assetati di sangue                  | 26 maggio 2022    | 22 giugno 2022       |
| 20 | You Are The Blood                  | Tu sei il sangue                    | 26 maggio 2022    | 22 giugno 2022       |

## Ecco che arriva il sole
- Titolo originale: Here Comes the Sun
- Diretto da: Debbie Allen
- Scritto da: Meg Marinis

### Trama
Gli abitanti di Seattle si divertono al Phoenix Fair celebrando la fine della pandemia di COVID-19; Meredith si trova in Minnesota alla Mayo Clinic dove un suo collega, David Hamilton, l'ha chiamata per inaugurare un laboratorio a nome di sua madre. Ben presto si scoprirà che in realtà è dedicato a lei per studiare una cura contro il Parkinson, dato che il dottor Hamilton è affetto come molti da questa malattia; Meredith incontra un suo vecchio paziente, Nick Marsh, e ben presto scatterà qualcosa. Teddy e Owen sono al parco per sposarsi e insieme a loro ci sono anche la madre di Owen e sua sorella Megan tornata dalla California dopo essersi lasciata con il marito Nathan Riggs. Lo scontro tra dei ciclisti e il celebrante fa sì che la cerimonia sia interrotta. Maggie e Winston sono felici dopo essere tornati dalla luna di miele, Amelia e Link hanno una vivace discussione durante la loro visita con il dottor Shulman, pediatra di Scout.
Il pastore che stava per celebrare il matrimonio muore dopo l'intervento e Teddy lo considera come un brutto segno. Owen trascina una riluttante Teddy al bar di Joe. Non vuole vedere le persone. Quando entrano, tutta la stanza applaude. La maggior parte dei loro stretti colleghi e la famiglia di Owen sono lì. Accettano donazioni alla chiesa di padre Cristoforo e si sposano per onorarlo. La coppia dice sì e Megan li dichiara rapidamente sposati prima che possa accadere qualsiasi altra cosa. Link trova Jo nella sua macchina nel parcheggio, con Luna sul sedile posteriore. Jo confessa di non essere mai entrata nell'edificio oggi.
- Note: questo episodio conclude un crossover iniziato con il primo episodio della quinta stagione di Station 19.
Il titolo è ispirato al brano Here Comes the Sun dei Beatles.

Ascolti Tv Usa: 5.940.000 Telespettatori

## Un futuro più clemente
- Titolo originale: Some Kind of Tomorrow
- Diretto da: Kevin McKidd
- Scritto da: Felicia Pride

### Trama
Meredith è ancora in Minnesota e deve decidere se accettare o meno la proposta. Per questo le viene in soccorso Amelia: quest'ultima non se lo fa dire due volte e accetta di entrare nel team. Meredith, dopo una serata con Nick, decide di accettare, ma alle sue condizioni: trasferire parte della ricerca a Seattle, mentre lei andrà in Minnesota solo due giorni a settimana.

## Un caldo infernale
- Titolo originale: Hotter Than Hell
- Diretto da: Chandra Wilson
- Scritto da: Jamie Denbo

### Trama
Per insegnare agli specializzandi, Webber chiama a Seattle Addison Montgomery. La chirurga è in procinto di effettuare il primo trapianto uterino al mondo. Durante il trapianto Addison ha bisogno di un chirurgo generale e manda a chiamare Meredith. Le due, a fine intervento, si ritrovano in ascensore e Addison si sfoga con l'ex rivale piangendo la morte di Derek. Afferma che essere lì le ha fatto sentire che davvero Derek non c'è più, ma Meredith le dice che lui è più vivo che mai in ognuno dei suoi figli, e la invita a cena a casa sua.  Addison accetta, ci va con Amelia e fa conoscenza con Zola, Bailey ed Ellis.

## Con un piccolo aiuto dai miei amici
- Titolo originale: With a Little Help From My Friends
- Diretto da: Michael Watkins
- Scritto da: Jess Righthand

### Trama
Addison è ancora a Seattle perché la donna che ha ricevuto l'utero è in coma, perciò chiede aiuto ad Amelia. Questa è l'occasione per le due anche di confrontarsi sulla loro vita privata. Mentre Addison ammette di aver avuto un periodo di crisi durante il lockdown, Amelia spiega all'amica di non sentirsi a suo agio nella vita che le ha proposto Link e di averlo lasciato per questo motivo. Addison consola Amelia e le dice di essere fiera di lei. Nel frattempo Webber organizza una serie di laparoscopie per gli specializzandi, su supervisione sua, di Miranda e di Meredith. Tutti gli specializzandi se la cavano egregiamente, facendo rivalutare le opinioni della Bailey che era molto scettica.

## Reprimi ed esplodi
- Titolo originale: Bottle Up and Explode!
- Diretto da: Lindsay Cohen
- Scritto da: Kiley Donovan e Beto Skubs

### Trama
Mentre Winston e Hayes operano Farouk, il figlio di Megan, l'ospedale è scosso da due esplosioni. Owen che assieme a dei veterani è a capo del pronto soccorso deve allontanarsi per un attacco di panico; Meredith e Amelia sono in Minnesota e vengono raggiunte da Tom Koracick, anche se David Hamilton non ne è entusiasta, perché Tom era andato a letto con sua figlia, nonostante fossero entrambi maggiorenni. Amelia e Kai si avvicinano sempre di più e iniziano a conoscersi. Miranda e Ben decidono di prendere in custodia la figlia di Miller, venuto a mancare dopo un'esplosione. L'episodio termina con un bacio tra Meredith e Nick.
- Note: questo episodio conclude un crossover iniziato con il quinto episodio della quinta stagione di Station 19.

## Ogni giorno è festa con te
- Titolo originale: Everyday Is a Holiday (With You)
- Diretto da: Tony Phelan
- Scritto da: Meg Marinis

### Trama
È il Giorno del ringraziamento. Il volo di Meredith per tornare a Seattle è stato annullato a causa della neve, quindi Nick decide di rinunciare ad andare alla baita e di trascorrere la giornata in hotel con lei. Levi, Richard e Jo trascorrono la giornata in ospedale nella speranza di salvare una donna incinta. Lo stesso fanno anche Owen e Miranda che cercano di aiutare un veterano amico di Owen; ma lo rimandano a casa dicendo che presto sarebbe finita anche per lui. Nico, invece, decide di cenare con la madre di Levi, venuta all'ospedale per mangiare con il figlio, che però si trova in sala operatoria. Amelia e Link trascorrono la giornata aiutandosi a preparare la cena, badando al figlio e ai nipoti. L'episodio termina con Meredith che accetta di andare alla baita assieme a Nick, e Amelia e Link che si riavvicinano, nonostante lei non voglia sposarsi, lui decide comunque di baciarla.

## Oggi è stata una favola
- Titolo originale: Today Was A Fairytale
- Diretto da: Debbie Allen
- Scritto da: Julie Wong

### Trama
Jo e Link iniziano l'episodio ricordando i tempi passati nei quali lavoravano in un bar che fa 50 anni di attività e decidono di andare, con Luna e Scout, a vedere uno spettacolo pubblico per bambini. Maggie torna in città. La Bailey è nervosa perché non sa che Meredith è ancora in Minnesota mentre lei e l'ortopedico Lin, con il dottor Ndugu, sono a una convention per convincere i nuovi specializzandi in chirurgia a iscriversi al Grey Sloan. Hamilton si infortuna alla mano perché il Parkinson sta progredendo ed è arrabbiato con il team per la loro lentezza, minacciando Meredith di licenziamento. Un incidente durante lo spettacolo, porta Jo e Link a dover intervenire tempestivamente per una frattura del femore. Meredith, cacciata temporaneamente dal laboratorio, opera un paziente di Nick Marsh, migliore amico ed ex donatore del rene nella stagione 14, per un tumore al surrene. Intanto Amelia e Kai stanno lavorando al raffreddamento delle cellule sane del Parkinson senza riuscirci inizialmente, ma poi, grazie a un'illuminazione di Amelia riescono a superare il 90% di cellule sane necessarie per avere l'approvazione all'intervento. Meredith salva il suo paziente, così come fa Link che opera con Teddy il paziente dello spettacolo teatrale con una cardiomiopatia. Lo specializzando con il quale ha operato Meredith si dice affascinato dalle tecniche della Grey ma ancor di più da quelle della Bailey, suo vero idolo, tanto che Meredith decide di portarlo con sé a Seattle per farlo conoscere al primario. La puntata termina con Link che parlando scherzosamente con Jo le confida che anni addietro, prima che la Wilson sposasse Paul, lui era innamorato di lei. Jo, che sembra sul punto di ricambiare l'ex sentimento del suo migliore amico, prova ad aprire a una relazione con lui, ma Link, fraintendendo, afferma di voler riconquistare Amelia.

## Giunse una mezzanotte serena
- Titolo originale: It Came Upon a Midnight Clear
- Diretto da: Michael Watkins
- Scritto da: Jase Miles-Perez

### Trama
È quasi la Vigilia di Natale, e al Grey Sloan arriva l'equipe del dott. Hamilton per mettere alla prova, proprio su quest'ultimo, malato da tempo, i risultati positivi ottenuti in Minnesota nella cura contro il Parkinson. Nel frattempo, mentre tra gli specializzandi si fa conoscere il nuovo acquisto giunto a Seattle per apprendere il metodo Bailey, Meredith rivela al dott. Hayes che nel tempo ha cambiato opinione riguardo alla vita oltre la morte: dopo l'esperienza e i sogni fatti in coma durante la COVID-19, sente più vicina e "reale" la presenza del suo defunto marito Derek. Intanto, mentre Farouk è ancora in attesa di un cuore nuovo per il trapianto, Megan dice a Hayes che dopo tutto quello che ha passato, se Farouk non dovesse sopravvivere non vorrebbe affrontare un ulteriore enorme dolore. Dopo poco, con grande gioia per tutti, viene comunicato che c'è disponibilità di un cuore nuovo, ma allertato dalle parole "oscure" dell'amica, durante il tragitto per recuperarlo, il dott. Hayes esprime le sue perplessità a Owen e Teddy diagnosticando a Megan una forte depressione, nonostante il fratello e la cognata siano convinti che la stessa si riprenderà a seguito della buona riuscita dell'operazione di Farouk. Improvvisamente, a causa di un malore del conducente, l'auto su cui i chirurghi stanno viaggiando si schianta e si blocca sul ciglio di un precipizio. Il dott. Link, convinto di essere ancora innamorato di Amelia e ignaro dei sentimenti che Jo nutre per lui, prova a raggiungere l'ex compagna in Minnesota dopo essersi sfogato e aver provato proprio con l'amica, che rimane sua complice, la parte delle cose da dire all'amata. Il dott. Schmitt e la dott.ssa Helm operano col metodo Webber uno YouTuber di cui il medico è appassionato follower, ma - anziché chiamare immediatamente uno strutturato così come previsto dallo stesso metodo - Schmitt pensa di poter continuare da solo, perdendo così tempo prezioso fino al decesso del paziente: di fronte a una pozza di sangue, Pierce, Bailey e Webber sono attoniti davanti alla scena scoperta in sala e alla disattesa del dott. Schmitt. Nel frattempo si scopre che Hamilton non può essere operato contro il Parkinson a causa di una perforazione dell'intestino, nonostante le sue insistenze visto il peggiorare della malattia e il rischio che l'FDA non finanzierà ancora a lungo il progetto. Raggiunta Amelia, nel frattempo rientrata al Grey Sloan, Link la scopre in intimità con Kai mentre si baciano. Owen, Teddy e Hayes sono intrappolati nella macchina trattenuta da un albero sopra il dirupo, ma nonostante il calcolato timore che se uno uscisse dall'auto modificandone l'equilibrio, questa li farebbe precipitare nel vuoto, scelgono comunque questa strada e di non attendere i soccorsi, a rischio della vita di qualcuno di loro, pur di non perdere la funzionalità del cuore di Farouk, già in sala operatoria in attesa del trapianto. La prima a uscire dall'auto è Teddy, che riesce ad allontanarsi e a cercare aiuto. Il secondo è il dott. Hayes, che nonostante non voglia abbandonare Owen, viene da questi convinto a salvarsi per non lasciare i propri figli orfani anche del padre, ma solo dopo aver raccolto la confidenza riguardo al trattamento degli ultimi veterani in cura con lui: per loro, ammalatisi in guerra per prolungate e gravi esposizioni a materiali tossici, sono già pronti dei farmaci per aiutarli a morire. L'episodio si chiude con Hayes che riesce a salvarsi e l'auto che precipita insieme all'autista e al dott. Hunt.

## Non è il momento di morire
- Titolo originale: No Time To Die
- Diretto da: Linda Klein
- Scritto da: Krista Vernoff

### Trama
- Note: questo episodio conclude un crossover iniziato con il nono episodio della quinta stagione di Station 19[4].

Owen viene salvato dalla squadra di pompieri della Stazione 19 e portato al Grey Sloan, ma la sua gamba è in frantumi e richiede un intervento chirurgico. Hayes dà il cuore del donatore per Farouk a Winston, che nota un livido sul cuore. Winston chiama Maggie per i rinforzi in sala operatoria, e trapiantano con successo il cuore. Hayes dopo la rivelazione di Owen su Noah, lo avverte prima che vada in sala operatoria di dire la verità, altrimenti lo denuncerà al capo. Dopo aver perso il suo paziente, Schmitt ha un esaurimento nervoso e si sfrega ossessivamente le mani, venendo poi fermato dai suoi colleghi. Bailey annulla il programma di insegnamento "Webber". Amelia e Link litigano dopo che lui l'ha vista baciare Kai. Link trova conforto con Jo, e fanno sesso. Nick arriva a Seattle dal Minnesota e consola Meredith dopo aver a malapena salvato Hamilton sul tavolo. Hayes si dimette e dice a Bailey che tornerà in Irlanda con i suoi figli.

## Vivere in una casa divisa
- Titolo originale: Living in a House Divided
- Diretto da: Allison Liddi-Brown
- Scritto da: Jamie Denbo

### Trama
Dopo il grave incidente in sala operatoria, Schmitt si ritrova davanti ai colleghi per spiegare le proprie azioni e revisionare l'accaduto. Si tratta di un'occasione per capire dove è necessario migliorare e allo stesso tempo per promuovere la trasparenza circa ciò che è andato storto in sala operatoria. Sfortunatamente, la situazione non è di aiuto a Levi. Il metodo Webber viene messo sotto esame. Nonostante abbia avuto dei grossi benefici per gli specializzandi in termini di formazione e apprendimento, gli strutturati non possono fare a meno di sottolinearne le conseguenze negative. Richard rimane deluso quando si trova contro anche Maggie e quando Meredith neanche si presenta per discutere sul da farsi. Mentre Schmitt entra sempre più in crisi tanto da lasciare anche Nico, la Bailey comunica a Webber la fine del suo metodo. Teddy si avvicina alla verità. In tutto ciò, Nick è ancora a Seattle, ad appena una chiamata di distanza da Meredith, occupata a monitorare le condizioni di Hamilton. Passando alla situazione Owen, invece, Hunt è ancora in un letto d'ospedale. Teddy è determinata a scoprire cosa le nasconda il marito. Purtroppo Hayes non intende parlare, anzi ha deciso definitivamente di lasciare Seattle e tornare in Irlanda. Prima di andare, saluta Meredith e la ringrazia per averlo aiutato a vedere che la vita continua anche se perdi l'amore della tua vita. I sospetti della Altman aumentano quando sorprende Owen mentre consegna le chiavi della propria auto alla moglie di Noah, il veterano che aveva provato ad aiutare. Quando Teddy vede la donna trafficare con la macchina del marito, chiede a lei delle spiegazioni. Nel mentre, Link e Jo hanno a che fare con le conseguenze dell'avventata decisione di fare sesso. Mentre per Atticus sembra essere stato solo divertimento, la Wilson pare già più coinvolta e chiede consigli a Carina. Quest'ultima sostiene non ci sia nulla di male nel divertirsi con un amico, a patto che non si vada troppo oltre, poiché l'amicizia a un certo punto non potrebbe sopravvivere. Jo decide così di dire a Link che non avrebbero dovuto stare insieme. Il chirurgo la prende fin troppo bene e questa reazione ferisce la Wilson, che però non si mostra a lui.

## Eredità
- Titolo originale: Legacy
- Diretto da: Kevin McKidd
- Scritto da: Mark Driscoll

### Trama
Per Meredith, Amelia e Kai è giunto il tanto atteso giorno. Il team è pronto per effettuare un intervento rivoluzionario che potrebbe portare a curare il Parkinson. Il paziente è il dottor Hamilton, offertosi per questa causa importante. Quest'ultimo si è messo a disposizione per la scienza e ha dato il consenso affinché l'intervento venga documentato. Il dottor Hamilton, però, non è l'unico con il futuro in bilico. Alla Bailey è stata offerta la possibilità di gestire corsi di formazione in medicina aerospaziale alla NASA. Nonostante si tratti davvero di un'occasione imperdibile, non può accettare l'incarico in questo momento della sua carriera. Jordan cerca di convincerla del contrario, finendo poi per flirtare con lei per tutto l'episodio. Tornando all'intervento di Meredith, nel suo team c'è anche Tom Koracick. Data la portata dell'operazione, la Grey invita tutti ad assistere. Non c'è Schmitt, non ancora ripresosi dal disastro accaduto nella sua sala operatoria. Nemmeno Webber riesce a distrarlo dalla sua depressione. Trascorre le giornate giocando a un videogame in cui puntualmente muore, ma dove può ricominciare daccapo e intraprendere strade diverse per provare a sopravvivere. Non ha alcun interesse nel tornare in ospedale, nemmeno per assistere a un intervento rivoluzionario. Hunt è impegnato con la fisioterapia, facendo ammattire Link, che lo accompagna nei suoi esercizi e nel frattempo cerca di capire come si sia evoluta la sua storia con la Altman. Anche Jo e Teddy affrontano lo stesso argomento in un bar, accompagnate da fiumi di alcol. Nel frattempo si svolge l'operazione di Hamilton, nel bel mezzo della quale, però, Amelia viene chiamata per un altro caso urgente. Si tratta di Owen: durante la fisioterapia è subentrato un problema neurologico che richiede la sua attenzione. La Shepherd è pronta ad abbandonare qualsiasi sogno di gloria per salvare l'ex marito. Le parole di Meredith e di Kai, però, la fanno ragionare e alla fine Amelia chiede a Koracick di occuparsene. Hunt esce bene dall'intervento e mentre quello di Hamilton procede, ci spostiamo in Minnesota per seguire un'altra storia. Nick è impegnato a recuperare un fegato da trapiantare. In tutto ciò, si prende del tempo per parlare con i familiari del donatore per sapere chi era e quali passioni avesse. Il ragazzo amava l'opera e il chirurgo durante l'operazione ascolta proprio un'aria. Tutto ruota intorno all'eredità che uno si lascia dietro. Meredith raggiunge Nick in Minnesota, dopo la conclusione dell'operazione di Hamilton. Anche la Bailey sta lasciando qualcosa dietro di sé. Jordan continua a flirtare con lei e alla fine, equivocando le sue parole, fa per baciarla, ma lei lo respinge. Anche fra Jo e Link sembra scattare di nuovo qualcosa. I due però non sanno più come comportarsi e giungono alla conclusione che lui forse dovrebbe trasferirsi.

## L'essenza di te
- Titolo originale: The Makings Of You
- Diretto da: Debbie Allen
- Scritto da: Felicia Pride

### Trama
- Note: questo è uno dei due episodi della serie che si svolgono interamente al di fuori dell'ospedale.

Il dodicesimo episodio si concentra prevalentemente sulle tre "sorelle", Meredith, Amelia e Maggie, al di fuori dell'ospedale e del loro lavoro. La Grey si trova in Minnesota assieme a Nick e i due decidono di trascorrere del tempo assieme lontano da tutti e tutto nella baita nel bosco di lui. Proprio quando le cose fra loro stanno per farsi intime, si presenta Charlotte, la nipote di Nick, con il suo fidanzato Silver. Marsh non è particolarmente contento di questa visita dato che le cose che viene a sapere lo lasciano senza parole. La ragazza, infatti, ha lasciato la scuola e intende partire assieme al giovane per la Costa Rica. Nick si confronta con lei e con Meredith per capire il da farsi e nel mentre Maggie a Seattle affronta una serie di questioni personali. Innanzitutto, la Pierce è influenzata, ma nonostante ciò ha tre nipoti di cui occuparsi. Ellis in particolare sembra aver preso troppo sul serio nascondino e infatti nessuno riesce mai a trovarla, finché Zola non si imbatte in lei in un angolo buio della lavanderia. Sempre qui, la più grande dei piccoli Shepherd rinviene una lettera mai vista prima, sulla cui busta c'è scritto il nome esteso di Maggie: Margaret. Winston decide di prendere in mano le redini della casa, permettendo così alla moglie di riposare e avere del tempo per leggere con calma la lettera di Ellis Grey. In camera da letto la Pierce si addormenta e inizia a sognare. La dimensione in cui finisce potrebbe essere paragonata alla spiaggia di Meredith mentre lottava contro la COVID-19. Qui troviamo Ellis Grey viva che legge di persona la lettera. In un primo momento Maggie è felicissima di poter "vedere" la madre, ma questo entusiasmo svanisce quando la sente dire che averla data in adozione era stata la cosa migliore che avesse mai fatto. Svegliatasi di soprassalto con un urlo, ritrova al proprio fianco Winston che cerca di rassicurarla e le consiglia di non andare oltre con la lettura. In realtà, poi, di nuovo in sogno Maggie si ritrova ad ascoltare Ellis. Quest'ultima sembra più gentile ora e le rivela che avrebbe avuto piacere se Maggie e Meredith si fossero incontrate perché probabilmente si sarebbero fatte del bene. La Grey, inoltre, conclude dicendo che solo affidandola a una famiglia piena di amore da dare sarebbe stata una buona madre per lei. A quel punto Maggie si ritrova tra le braccia della donna che l'ha cresciuta. Nel frattempo, anche Amelia è in Minnesota, in compagnia di Kai, entrambi impegnate nella stesura di un documento per la FDA. Poiché la Shepherd sarebbe partita per Seattle la mattina seguente, Kai la invita a uscire per ascoltare insieme della buona musica. A cantare e suonare è proprio il medico. Mentre la canzone procede, vediamo Amelia e Kai portare la loro relazione al livello successivo, conquistando l'apice dell'intimità. Tornando nel bosco, invece, Nick si mette a tagliare della legna per ritrovare la calma. Meredith cerca di tranquillizzarlo e gli fa presente che lei stessa è stata come Charlotte da giovane, tra viaggi in Europa e qualche scelta discutibile. La Grey sottolinea anche che cercare di controllarla troppo avrebbe solo un effetto deleterio. A quel punto Marsh si altera ed elenca tutte le differenze tra lei e la nipote, che non ha avuto di certo una madre brillante. Mentre lo lascia da solo a sbollire, Meredith parla con Charlotte e le consiglia di avere una conversazione a cuore aperto con lo zio. La ragazza coglie l'occasione non appena le si presenta e prova a spiegare a Nick di non essere affatto come la propria problematica madre e questo solo grazie al modo in cui lui stesso l'ha cresciuta. Anche Amelia e Kai hanno una conversazione profonda sui figli e la famiglia. Kai menziona il suo amore per i bambini ma anche il desiderio di non averne di propri. La Shepherd capisce il suo punto di vista e allo stesso tempo cresce in lei la mancanza per Scout. La dottoressa spera che questa sua realtà, che è parte di lei e ama profondamente, non spaventi Kai. Prima di tornare a Seattle, Meredith ha l'occasione di confrontarsi per bene con Nick. La donna non sa se potrà tornare a essere primario di chirurgia generale al GSMH. Entrambi sono sulla stessa lunghezza d'onda: non sono abituati all'opinione di qualcun altro e non si fidano. Marsh praticamente le confessa di essere sul punto di innamorarsi, cosa che lascia la Grey senza parole. Alla fine Meredith lo ringrazia con un romantico bacio in mezzo al bosco. Per concludere, sia Meredith sia Amelia tornano a casa e vengono a sapere di quanto accaduto a Maggie. Assieme sul divano assistono alla scena della sorella che brucia la lettera di Ellis.

## Mettimi alle strette
- Titolo originale: Put The Squeeze On Me
- Diretto da: Addison Liddi-Brown
- Scritto da: Julie Wong

### Trama
Richard riflette sulle sue abilità chirurgiche; Jo è affascinata dal fratello di una sua paziente; Megan si assicura che Teddy e Owen parlino delle loro differenze; un pitone domestico causa un putiferio.

## Un bel viaggetto in auto
- Titolo originale: Road Trippin'
- Diretto da: Linda Klein
- Scritto da: Beto Skubs

### Trama
Salgono le tensioni al Grey Sloan Memorial mentre gli effetti della carenza di medici cominciano a farsi sentire; Meredith fatica ad allontanarsi dal lavoro mentre trascorre un giorno di malattia a casa con Zola; l'ospedale riceve un visitatore inaspettato.

## Mettilo alla prova
- Titolo originale: Pull It To The Test
- Diretto da: Kevin McKidd
- Scritto da: Zoanne Clack

### Trama
Bailey è tesa mentre il comitato di accreditamento revisiona il programma di specializzazione; Nick torna a Seattle per eseguire con Meredith un intervento mai eseguito prima.

## Vado o resto?
- Titolo originale: Should I Stay Or Should I Go
- Diretto da: Michael W. Watkins
- Scritto da: Jase Miles-Perez e Jess Righthand

### Trama
L'episodio inizia con Owen (che è tornato a lavorare), Teddy e il loro primo figlio che crede di essere una bambina e non sanno come trattare la situazione. Finalmente Levi torna. E torna anche Addison. Chaterine Fox affronta ispezioni in vari ospedali della sua fondazione. Conosciamo il fratello del dottor Ndugu perché è venuto a vendere dei suoi prodotti. Meredith e Webber litigano spesso nell'episodio tanto da far arrabbiare la dottoressa Montgomery.

## Ti copro io
- Titolo originale: I'll Cover You
- Diretto da: Debbie Allen
- Scritto da: Kiley Donovan e Emily Culver

### Trama
Jo comincia a lavorare sia come chirurgo, sia come ostetrica. Lei e Link sono alle prese con una vecchia conoscenza dell'ortopedico: il paziente Simon, che aveva superato precedenti cicli di chemio. Purtroppo il tumore dell'uomo è tornato: si tratta di un caso di chirurgia generale, per questo il caso passa a Jo, che continua ad avvalersi dell'aiuto di Link. La moglie di Simon, Kristen, è incinta e chiede che il marito sopravviva per vedere la nascita del figlio. Purtroppo Jo e Link si accorgono che il cancro è molto esteso: Jo capisce che l'uomo non potrà sopravvivere a lungo. Mentre informano Kristen della situazione, lei chiede se è possibile fare un parto cesareo, per fare sì che il marito possa vedere suo figlio. Alla risposta negativa di Jo, Link ribatte che lei è solo una specializzanda in ostetricia e che chiederanno un consulto alla dottoressa DeLuca. I due litigano e passano alle questioni personali. Jo ammette di amarlo e di averlo allontanato per il suo bene, ma che ha studiato abbastanza ostetricia per sapere di avere ragione sul caso.
Nel frattempo Maggie e Winston hanno un periodo di crisi dovuto all'arrivo del fratello di quest'ultimo. L'attrito viene portato in ospedale, tanto che mentre i due stanno operando, la Pierce è costretta ad allontanare il marito dalla sala operatoria. Owen e Teddy sono invece alle prese con il figlio Leo. Dopo che questo si è definito una bambina, i due vanno in terapia. La terapista suggerisce ai due di non contrastare il bambino e di appoggiare il suo processo di scoperta, senza mettere delle etichette. Teddy trova più difficoltà del marito in questo, ma Owen le sta accanto e la supporta. Anche Amelia li rassicura, portando l'esempio di Kai.
Richard, per errore, beve uno smoothie alla cannabis di Catherine. Per fortuna, Meredith si rende conto che il collega è fatto e lo tiene così lontano dagli altri, ma soprattutto dalla sala operatoria. Meredith chiede a Levi di assistere Nick e di prendere i suoi casi. Il dottor Marsh infatti si è unito allo staff del GSM e ha la possibilità di operare. Lui e Levi si trovano con un paziente che ha un'improvvisa emorragia in sala operatoria. Levi, inizialmente in panico, viene incoraggiato da Nick e finalmente reagisce al momento di difficoltà in cui era caduto. Alla fine della giornata Levi ringrazia la Bailey per averlo fatto tornare in ospedale. Richard, tornato in sé, incontra Catherine. Le chiede come mai ci fosse della cannabis in casa, lei risponde che il suo cancro è progredito.

## Più forte dell'odio
- Titolo originale: Stronger Than Hate
- Diretto da: Chandra Wilson
- Scritto da: Julie Wong

### Trama
Maggie e Winston stanno preparando la cena per la festa per Meredith e Nick ma sono estremamente in ritardo e gli ospiti stanno iniziando ad arrivare. Quando arriva Nick, vedendo le difficoltà di Maggie, inizia ad aiutarla. Nel frattempo in ospedale Meredith sta uscendo, ma quando vede le condizioni della donna vittima di un attacco razziale appena trasportata dall'ambulanza, decide di fermarsi e di aiutare Schmitt. Richard assiste Catherine durante il ciclo di chemioterapia e i due fanno conoscenza con Simon e Kristen. Alla festa si presenta non invitato anche Wendell, che dice al fratello di essere inseguito dai creditori. In seguito, Maggie, vedendolo parlare con Nick, ha dei dubbi su quest'ultimo. Quando Kristen inizia ad avere dolori all'addome, Richard chiama Jo che afferma che si tratta di contrazioni di Braxton Hicks che possono presentarsi in gravidanza; decide comunque di fare qualche esame per assicurarsi che il bambino stia bene. Meredith e Schmitt sono ancora impegnati a cercare di salvare Alice, decidendo di iniziare un'operazione chirurgica d'urgenza nella sala di degenza. Winston invita il fratello a lasciare la festa e la città, poi esce per riprendersi. Quando rientra, Maggie lo informa di avergli dato i soldi di cui aveva bisogno, ma Winston le rivela di averglieli dati anche lui e i due capiscono di essere stati truffati.

## Assetati di sangue
- Titolo originale: Out For Blood
- Diretto da: Kevin McKidd
- Scritto da: Meg Marinis

### Trama
Richard informa i medici che alcuni interventi sono stati rimandati per carenza di sacche di sangue. Anche la Bailey informa della carenza e invita i vari medici a donare e inoltre fa di tutto per fare arrivare delle scorte in ospedale.
Al pronto soccorso si presenta John che chiede aiuto a Owen perché a sua moglie, una ex marine, era stata diagnosticata una bronchite rivelatasi però una fibrosi polmonare. Gli chiede gli stessi farmaci che lui ha dato in precedenza agli altri reduci. Owen decide di temporeggiare per pensare a cosa fare dopo che John lo ha minacciato di denunciarlo se non riceverà i farmaci. Owen si confida con Teddy che lo invita a non dargli ciò che chiede, così Owen decide di controllare l'archivio militare per verificare quanto detto da John. Con l'aiuto di Teddy, Owen comunica a John che è disposto ad aiutarlo ma non con i farmaci, gli propone di aiutarlo a trasferirsi con la moglie a New York e di far preparare tutti i documenti necessari per il suicidio assistito. John rifiuta e se ne va. Poco dopo si presenta nell'ufficio della Bailey e denuncia Owen. Mentre Teddy, preoccupata per il marito, prepara i bagagli e cerca di convincerlo a fuggire, giunge la Bailey che chiede loro spiegazioni.
Nick convince Meredith a visitare Cora e ad aiutarlo a trovare una soluzione per il suo tumore. Dopo la visita, i due pensano a come intervenire. Meredith ha un'idea che necessita di un chirurgo in più, così la propone a Richard il quale è contrario sia per la durata prevista per l'intervento, sia per la mancanza di sangue, sia infine perché sta aspettando l'arrivo di Jamarah Blake che deciderà se permettere all'ospedale di continuare il programma di specializzazione. Nonostante il rifiuto, Meredith prenota la sala operatoria. Meredith e Nick spiegano l'intervento a Cora, la quale si preoccupa di ciò che accadrà all'anziana zia Sally nel caso l'intervento non vada a buon fine, ma quando Meredith le dice che è l'unica opzione per guarire acconsente a farlo. Nick, Meredith e Helm iniziano l'intervento; in platea si presenta Richard con Jamarah e i due si fermano a osservare. Perez si fa sfuggire che Meredith ha ritardato la sua partenza e lo scoprire che le sia stato nascosto che la Grey stia per lasciare l'ospedale non piace affatto a Jamarah. L'intervento prosegue bene fino a quando, per una complicanza e la mancanza di sangue, Meredith è costretta a fermarlo per evitare di perdere la paziente.
Ben con una telefonata avvisa Miranda di essere intervenuto sul luogo di un incidente in cui è rimasto coinvolto il mezzo che trasportava le sacche di sangue, che è slittato a causa della pioggia, e le dice che il sangue diretto in ospedale è andato perduto.
Simon peggiora e Link con l'aiuto di Schmitt è costretto a intubarlo, poi l'uomo viene portato a fare una TAC che rivela che le metastasi non solo sono cresciute ma sono anche più numerose. Link chiede aiuto a Maggie e Winston che spiegano la situazione a Kristen e le parlano delle complicanze che comporta l'ECMO, poi, dopo aver ottenuto il suo assenso, eseguono l'intervento, al termine del quale Simon si risveglia.
- Durata: 42 minuti

## Tu sei il sangue
- Titolo originale: You Are The Blood
- Diretto da: Debbie Allen
- Scritto da: Krista Vernoff

### Trama
Jackson e April sono in visita all'ospedale. Prima che lui affronti Jamarah per salvare il programma di specializzazione, i due vanno a trovare Catherine. Jackson incontra Jamarah e le prospetta i miglioramenti in programma; quando conclude Jamarah gli chiede di Meredith e se sapeva che se ne sta per andare, spiegandogli che teme lui le stia nascondendo altro.
Mentre Bailey sta rimproverando Owen e Teddy per l'accaduto, April entra nel suo ufficio e Miranda, sapendo che non ci sono medici in pronto soccorso, la manda subito a dare un aiuto. Owen cerca di far capire a Bailey che lui aveva l'obbligo di aiutare i reduci. Arrivata al pronto soccorso, April si trova davanti Ben che consegna le poche sacche di sangue che lui e i suoi colleghi sono riusciti a recuperare e la invita a chiudere traumatologia. April segue il consiglio e si adopera per far donare delle sacche. Mentre anche lei sta donando il sangue, arriva Amelia che le racconta dei suoi problemi d'amore. Bailey invita Owen e Teddy a rassegnare le dimissioni e andarsene prima che lei chiami la polizia, dicendo loro che lo farà non prima di aver risolto il problema della carenza di sangue, in modo quindi da dare loro il tempo di fuggire. Owen e Teddy si fanno portare i bambini da Amelia in un bar prima di partire. Molte persone affollano l'ospedale per fare delle donazioni: si tratta di membri della comunità gay - non sessualmente attivi da almeno tre mesi - che hanno risposto a un annuncio pubblicato da Schmitt, infuriato per non poter donare lui stesso il sangue a causa di una regola basata sul pregiudizio anti-gay. Schmitt annuncia che farà causa all'FDA e Bailey promette che lotterà anche lei per far abolire questa odiosa regola.
Kristen sta pianificando la vita del figlio con Simon quando le vengono delle contrazioni più forti rispetto a quelle di Braxton Hicks che ha avuto in precedenza, così Maggie e Winston chiamano subito Jo che cerca di capire sul posto di cosa si tratta, poi invita Kristen a seguirla per fare delle analisi più approfondite a lei e al bambino ma la situazione peggiora. Kristen ha un distacco della placenta; Jo ha bisogno di aiuto per fermare l'emorragia e far nascere il bambino, ma non essendo disponibile Carina, viene aiutata da Maggie mentre Schmitt viene mandato a prendere del sangue. Delle quattro sacche necessarie, Schmitt ne trova solo due; Maggie gli chiede di trovare una soluzione così Schmitt si rivolge a Winston che con il consenso di Simon gli lascia prendere una sacca, poi Simon dice a Winston di staccare la macchina che lo sta tenendo in vita in modo che il suo sangue possa essere usato per salvare la moglie. Jo fa nascere il bambino e Winston arriva con l'ultima sacca disponibile per salvare Kristen, poi torna appena in tempo da Simon con il bambino, in modo che l'uomo, ormai in fin di vita possa vedere suo figlio, realizzando ciò che lui e la moglie avevano desiderato per settimane e che i medici si erano impegnati a rendere possibile.
Meredith, Nick e Helm riportano Cora in stanza cercando di tenerla in osservazione il più possibile per evitare complicazioni. Richard arriva ed esterna su Meredith tutta la rabbia per aver effettuato un intervento così invasivo in un momento delicato per l'ospedale per la mancanza di sangue, poi Meredith spiega a Helm che l'intervento doveva essere fatto il prima possibile perché il tumore era troppo esteso. Cora si aggrava e i medici provano a stabilizzarla ma senza successo, quindi Meredith informa Sally della perdita, ma la donna non capisce, è ormai persa nel suo mondo.
Dopo una giornata difficile, Jamarah e Bailey riescono a trovarsi e Jamarah spiega a Miranda i motivi per cui ritira l'accreditamento per la specializzazione in chirurgia generale dicendole che gli specializzandi verranno dirottati in altri ospedali e invitandola a ricostruire un nuovo programma. Mentre Jackson prova a convincere Meredith a rimandare la partenza per far ripartire l'ospedale, li raggiunge la Bailey che consegna a Meredith le chiavi dell'ufficio del capo rassegnando sul posto le sue dimissioni. E nell'ufficio del capo, ormai Meredith, Nick si confronta con lei, litigando. Alla fine della litigata Nick esce dalla stanza lasciando Meredith da sola, con una difficile decisione da prendere.
- Durata: 45 minuti
- Note: questo episodio è il numero 400 della serie.